# Tribu Ka
Tribu Ka – francuska organizacja rasistowska założona w 2004 przez czarnoskórego bojówkarza Kémi Séba. Do jej delegalizacji doprowadził francuski minister spraw wewnętrznych i późniejszy prezydent Francji Nicolas Sarkozy.
Została ponownie zarejestrowana w maju 2006 pod nazwą Pokolenie Kémi Séba.

## Program
Głosi prymat czarnej rasy człowieka w dziejach świata.
W swoim programie odwołuje się do darwinizmu społecznego, głosząc potrzebę zniszczenia Żydów i rasy białej.